# 安尼斯·福布斯·布萊卡德
安尼斯·福布斯·布萊卡德·薩維爾（英語：Agnes Forbes Blackadder Savill，1875年12月4日—1964年5月12日）是一名蘇格蘭醫學家和醫生。布萊卡德於1895年3月29日獲得文學碩士學位，成為聖安德魯大學的第一位女畢業生。她是1907年聖約翰醫院任命的第一位皮膚科顧問醫生，這也是第一位在非女性專用醫院任命的女性顧問之一。第一次世界大戰期間，她在法國羅雅蒙的蘇格蘭婦女醫院擔任放射技師，並開創了壞疽放射攝影術。

## 早年生活
安尼斯·布萊卡德於1875年12月4日出生於丹地布勞蒂費里，是丹地建築師兼工程師羅伯特·布萊卡德（Robert Blackadder）的女兒。她早年的大部分時間都在丹地周圍渡過，住在韋斯特費里的貝爾維尤，並就讀於丹地高中。
布萊卡德於1895年獲得聖安德魯大學的文學碩士學位，成為該大學的第一位女畢業生。她在格拉斯哥大學繼續深造，並在1898年獲得內外全科醫學士學位和1901年獲得醫學士學位。在格拉斯哥期間，她贏得1896年實用病理學一等獎，並獲得藥材學、外科學、助產學、眼科學和精神失常一等證書，以及解剖學二等證書。畢業後，她於1901年在福法郡的聖瑪麗馬格達琳教堂與托馬斯·迪克森·薩維爾醫生結婚。

## 職業生涯
畢業後，布萊卡德移居倫敦，成為皮膚科和電療科的顧問，同時也從事放射診斷工作。她於1904年成為愛爾蘭皇家內科醫學院的院士，並被任命為聖約翰皮膚病醫院和南倫敦婦幼醫院的顧問。
1912年，布萊卡德是研究強迫餵食對在監禁期間絕食的女權運動員的影響的三名醫生之一，並就此發表了醫學論文。
第一次世界大戰期間，布萊卡德在法國羅雅蒙的蘇格蘭婦女醫院擔任放射技師，每當戰事平息，她就會返回倫敦。她使用醫院獲贈的最先進的X光車，並藉此了解氣性壞疽的情況，並透過迅速的診斷和治療減輕其影響。
在羅雅蒙服務時，布萊卡德從巴黎借了一架鋼琴，並安裝在醫院裡。她注意到病人和員工都從彈奏和聆聽中獲益良多，後來她寫了一本書，講述音樂對健康的重要性。這本名為《Music, Health and Character》的書於1923年出版。這本書促成了醫院音樂委員會的成立。
戰後，布萊卡德回到倫敦繼續行醫。她編輯了丈夫的教科書《Savill's System of Clinical Medicine》，並於1942年完成。她也對古代史產生了興趣，並於1955年出版了《Alexander the Great and his Times》。

## 逝世
布萊卡德於1964年5月12日在倫敦逝世，享年88歲。2012年，聖安德鲁斯大學的學生投票决定将學生宿舍更名為Agnes Blackadder Hall（前身為New Hall），以纪念布萊卡德。該宿舍是聖安德魯第一座以女性命名的宿舍。